# Citheronia laocoön
Citheronia laocoön är en fjärilsart som beskrevs av Pieter Cramer 1777. Citheronia laocoön ingår i släktet Citheronia och familjen påfågelsspinnare. Inga underarter finns listade i Catalogue of Life.